# Corpi Santi di Cremona
I Corpi Santi di Cremona sono stati un comune autonomo istituito nel 1757 comprendendo le cascine e i villaggi agricoli che si trovavano attorno alla città di Cremona, appena oltre i suoi bastioni. Uniti in un primo tempo a Cremona nel 1810 durante il periodo del Regno d'Italia, ma repentinamente ripristinati nel 1816 col ritorno degli austriaci, vennero annessi in definitiva alla città nel 1871.

## Storia
Per secoli le cascine appena fuori le mura della città di Cremona erano state poste in una condizione amministrativa anomala, essendo soggette alla città ma non avendo accesso all'amministrazione comunale, in una situazione in parte simile a diversi altri capoluoghi lombardi. L'anomalia cremonese rispetto alle altre province era il fatto che qui il territorio suburbano era ulteriormente suddiviso in due cerchie, i Corpi Santi propriamente detti fino ad un miglio dalla città, e le Due Miglia fino a tale distanza. Non è nota con certezza la motivazione di una simile anomalia, forse dettata da ragioni di difesa militare essendo le due comunità separate dal naviglio, o forse per motivi fiscali, essendo ulteriormente diminuiti i diritti dei duemiglini e conseguentemente aumentato il carico erariale.
La riforma amministrativa di stampo illuministico dell'imperatrice Maria Teresa, finalizzata alla standardizzazione del governo locale, incise sull'antica anomalia costituendo i Corpi Santi e le Due Miglia in comuni a pieno titolo, inclusi con il capoluogo nella prima delegazione della provincia. L'invasione francese comportò l'unione dei comuni con la città nel 1810, ma il provvedimento fu revocato dagli austriaci al loro ritorno nel 1816.
La popolazione dei Corpi Santi era molto scarsa, a differenza delle Due Miglia. Nel 1871 fu decisa la definitiva soppressione dei Corpi Santi annessi a Cremona con regio decreto n.25 del 15 gennaio. Diversa sorte incontrarono invece le Duemiglia, che sopravvissero ancora per mezzo secolo.